# 西魯肉

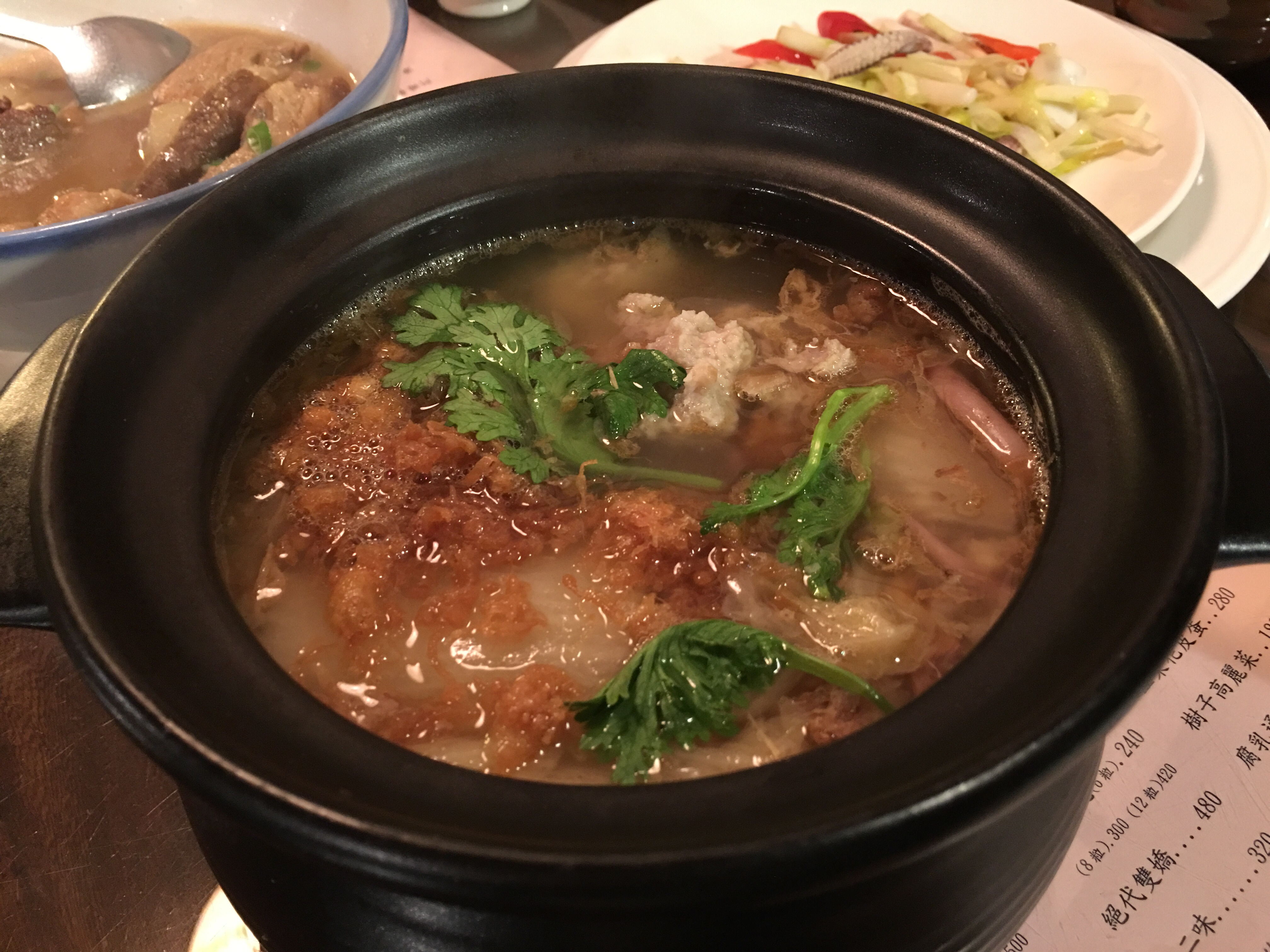

西魯肉是台湾宜蘭的特色餐點之一，其實是就是一種什錦羹。

## 材料
肉絲、蝦米、蛋酥、還有大白菜、香菇、紅蘿蔔、竹筍。

## 作法
以大白菜墊底，上置蛋（油炸蛋），再淋上以肉絲、香菇、紅蘿蔔等材料做成的勾芡就完成。